# Qods Mohajer-6
El Qods Mohajer-6 (persa: پهپاد مهاجر-6) es un vehículo aéreo de combate no tripulado iraní monomotor multiusos ISTAR capaz de transportar una carga útil de vigilancia multiespectral y/o hasta cuatro municiones guiadas con precisión.
El Mohajer-6 se presentó en abril de 2016, y entró en producción en masa en febrero de 2018. Hasta febrero de 2018, se han fabricado diez para las Fuerzas Terrestres del IRGC y se planean 40 para la Armada del IRGC. Complementa al Shahed 129 más grande operado por la Fuerza Aeroespacial del IRGC. El dron también ha sido entregado al ejército iraní.